# Незнайомець на озері
«Незнайомець на озері» (фр. L'Inconnu du lac) — фільм режиссера Алена Гіроді, прем'єра якого відбулася 17 травня 2013 на Каннському кінофестивалі у рамках програми «Особливий погляд»: Гіроді отримав приз за найкращу режисуру, а картина була удостоєна нагороди Queer Palm .

## Сюжет
Франк – молодий гей, який проводить відпустку на березі озера на півдні Франції. Щодня чоловік приходить на місцевий нудистський пляж з метою круїзінга. Він дружить з Анрі, літнім чоловіком, який шукає усамітнення на пляжі після розриву зі своєю дівчиною, і Мішелем, красенем, який миттєво приваблює Франка.
Одного вечора Франк бачить, як Мішель топить свого партнера в озері. Наляканий побаченим, Франк не може протистояти своєму потягу до Мішеля та продовжує його переслідувати. Коли тіло потопельника виявлено й ідентифіковано, поліцейський слідчий починає допитувати чоловіків на пляжі; Франк каже слідчому, що не бачив нічого незвичайного в той вечір, коли чоловік потонув. Відносини Франка та Мішеля розвиваються, хоча Франк стає все більш розчарованим через відмову Мішеля зустрітися з ним десь, крім пляжу.
Анрі, який правильно усвідомив події, що відбулися за останні кілька днів, попереджає Франка про Мішеля. Коли Франк йде купатися, Анрі стикається з Мішелем і каже йому, що йому відомо, що той є вбивцєю. Анрі йде, щоб прогулятися лісом, кидаючи погляд на Мішеля. Франк повертається на раптово знелюднений пляж, заходить у ліс, де бачить Мішеля, який відходить від високої трави. Згодом у траві він знаходить Анрі із перерізаним горлом. Анрі каже йому, що він отримав те, що хотів. Франк, якого тепер переслідує Мішель, ховається в лісі та стає свідком, як Мішель налітає на інспектора та вдаряє його ножем у живіт.
Настає ніч, а Франк залишається ховатися. Мішель кличе Франка, кажучи, що йому потрібна його любов і хоче провести з ним ніч. Франк не відповідає. Мішель йде на пошуки його глибше в лісі. Через деякий час Франк встає зі своєї схованки та кілька разів вигукує ім’я Мішеля.

## У ролях
- П'єр Деладоншам — Франк
- Крістоф Пау — Мішель
- Патрік д’Асумсан — Анрі
- Жером Шаппатт — інспектор Дамродер
- Матьє Вервіш — Ерік
- Жильбер Траіна — чоловік у вівторок увечері
- Емманюель Дома — Філіп
- Себастьян Бадашауї — чоловік Еріка

## Виробництво

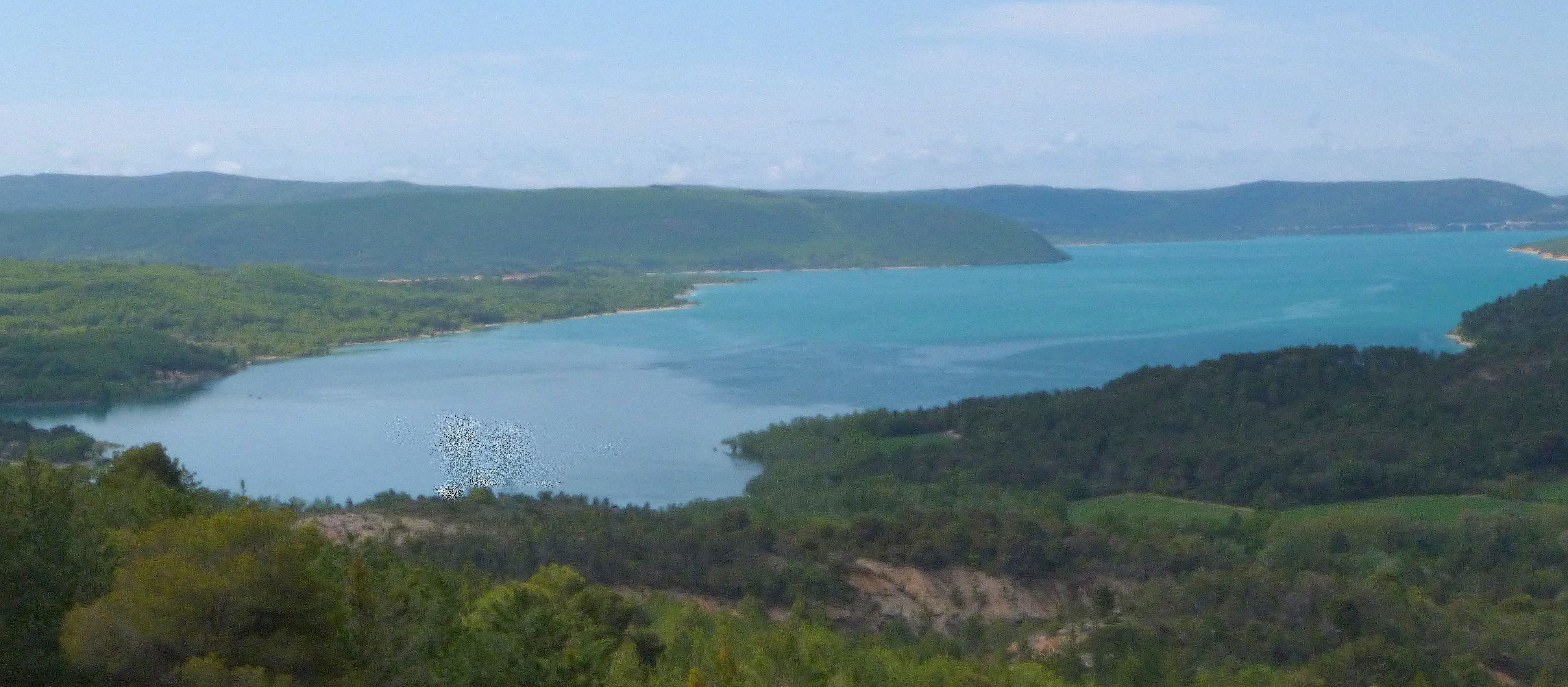
Вид на озеро Сент-Круа

Зйомки фільму відбувалися у вересні 2012 року на озері Сент-Круа в Провансі.
Режисер фільму Ален Гіроді виконав епізодичну роль нудиста, з репліки якого й починається дія картини.
Фільм містить неімітований секс, який був знятий за допомогою дублерів. Гіроді та актори дійшли висновку, що їм буде незручно знімати сцени самим

## Відгуки
Авторитетним французьким кіножурналом Cahiers du Cinéma «Незнайомець на озері» визнано найкращим фільмом 2013 року. Журнал Sight & Sound, що видається за підтримки Британського кіноінституту назвав стрічку однією з 10 найкращих фільмів 2013 року.
У березні 2016 року фільм увійшов до рейтингу 30-ти найвидатніших ЛГБТ-фільмів усіх часів, складеному Британським кіноінститутом за результатами опитування понад 100 кіноекспертів, проведеного до 30-річного ювілею Лондонського ЛГБТ-кінофестивалю BFI Flare.

## Визнання
| Нагороди та номінації | Нагороди та номінації                                | Нагороди та номінації                                                        | Нагороди та номінації        | Нагороди та номінації | Нагороди та номінації |
| Рік                   | Нагорода                                             | Категорія                                                                    | Номінант                     | Результат             |                       |
| --------------------- | ---------------------------------------------------- | ---------------------------------------------------------------------------- | ---------------------------- | --------------------- | --------------------- |
| 2013                  | Каннський кінофестиваль                              | Квір-пальмова гілка за висвітлення ЛГБТ-теми в кіно                          | Ален Гіроді                  | Перемога              |                       |
| 2013                  | Каннський кінофестиваль                              | Найкращий режисер — Особливий погляд («Un Certain Regard — Directing Prize») | Ален Гіроді                  | Перемога              |                       |
| 2013                  | Каннський кінофестиваль                              | Найкращий фільм — Особливий погляд («Un Certain Regard — Directing Prize»)   | фільм                        | Номінація             |                       |
| 2013                  | 43-й Київський міжнародний кінофестиваль «Молодість» | Сонячний зайчик                                                              | Ален Гіроді                  | Номінація             |                       |
| 2014                  | Премія «Сезар»                                       | Найкращий найперспективніший актор                                           | П'єр Деладоншам              | Перемога              |                       |
| 2014                  | Премія «Сезар»                                       | Найкращий актор другого плану                                                | Патрік д'Асумсан             | Номінація             |                       |
| 2014                  | Премія «Сезар»                                       | Найкращий оригінальний сценарій                                              | Ален Гіроді                  | Номінація             |                       |
| 2014                  | Премія «Сезар»                                       | Найкраще звукове оформлення                                                  | Філіп Грівель, Наталі Відаль | Номінація             |                       |
| 2014                  | Премія «Сезар»                                       | Найкращий оператор                                                           | Клер Матон                   | Номінація             |                       |
| 2014                  | Премія «Сезар»                                       | Найкращий монтаж                                                             | Жан-Крістоф Гім              | Номінація             |                       |
| 2014                  | Премія «Сезар»                                       | Найкращий режисер                                                            | Ален Гіроді                  | Номінація             |                       |
| 2014                  | Премія «Сезар»                                       | Найкращий фільм                                                              | фільм                        | Номінація             |                       |
| 2014                  | Премія «Люм'єр»                                      | Найкращий молодий актор                                                      | П'єр Деладоншам              | Номінація             |                       |
| 2014                  | Приз Луї Деллюка                                     | Найкращий фільм                                                              | фільм                        | Номінація             |                       |